# Acoustic Soul
Acostic Soul è il primo album discografico in studio della cantante statunitense India.Arie, pubblicato nel 2001.

## Tracce
1. Intro – 0:50
2. Video – 4:14
3. Promises – 4:47
4. Brown Skin – 4:56
5. Strength, Courage & Wisdom – 4:57
6. Nature – 4:24
7. Back to the Middle (featuring Blue Miller) – 5:11
8. Ready for Love – 4:28
9. Interlude – 1:24
10. Always in My Head – 4:40
11. I See God in You – 3:17
12. Simple – 3:26
13. Part of My Life – 4:03
14. Beautiful – 4:05
15. Outro – 1:20
16. Wonderful (Stevie Wonder Dedication) – 5:31

## Singoli
- Video (2001)
- Brown Skin (2001)

## Classifiche
| Classifiche (2001)                    | Posizione raggiunta |
| ------------------------------------- | ------------------- |
| Australia                             | 36                  |
| Canada                                | 21                  |
| Paesi Bassi                           | 69                  |
| Germania                              | 50                  |
| Nuova Zelanda                         | 19                  |
| Regno Unito                           | 55                  |
| Stati Uniti                           | 10                  |
| U.S. Billboard Top R&B/Hip-Hop Albums | 3                   |
| U.S. Billboard Internet Albums        | 6                   |